# IEEE 802.3z
IEEE 802.3z est une norme ratifiée en juillet 1998 et appartenant au groupe de normes IEEE 802.3 (Ethernet). Plus connue sous le nom de Gigabit Ethernet, IEEE 802.3z est aussi un groupe de travail du sous-comité IEEE 802.3.

## Description
La norme revoit la couche physique des standards antérieurs relative au modèle OSI de l'ISO par la spécification d'une nouvelle couche appelée PHY. Celle-ci permet de dépasser la bande passante des 100 MHz pour atteindre des débits jusqu'à 1 000 Mbit/s et introduit le standard de raccordement Ethernet 1000BASE-X basé sur des liaisons filaires à fibre optique.
La représentation schématique et simplifiée de la couche PHY introduit par la norme IEEE 802.3z et relative au modèle OSI est la suivante :
GMII : (Gigabit Media Independent Interface): rend les différences entre les médias transparentes pour la sous-couche MAC de la couche liaison de donnée.
PCS : (Physical Coding Sublayer): sous-couche PHY chargée du codage des signaux.
PMA : (Physical Medium Attachment): sous-couche PHY réalisant la connexion sur le câble. Les fonctions se répartissent entre le dispositif de raccordement par liaison à fibre optique et la station.
PMD : (Physical Medium Dependent): sous-couche PHY assurant le couplage fonctionnel et logique avec le support physique (Medium).
MDI : (Medium Dependent Interface): port Ethernet recevant le connecteur et permettant la connexion à d'autres équipements de communication.